# Стандровське сільське поселення
Ста́ндровське сільське поселення (рос. Стандровское сельское поселение) — муніципальне утворення у складі Теньгушевського району Мордовії, Росія. Адміністративний центр та єдиний населений пункт — село Стандрово.

## Населення
Населення — 233 особи (2019, 294 у 2010, 363 у 2002).